# Meridiano de Tordesilhas

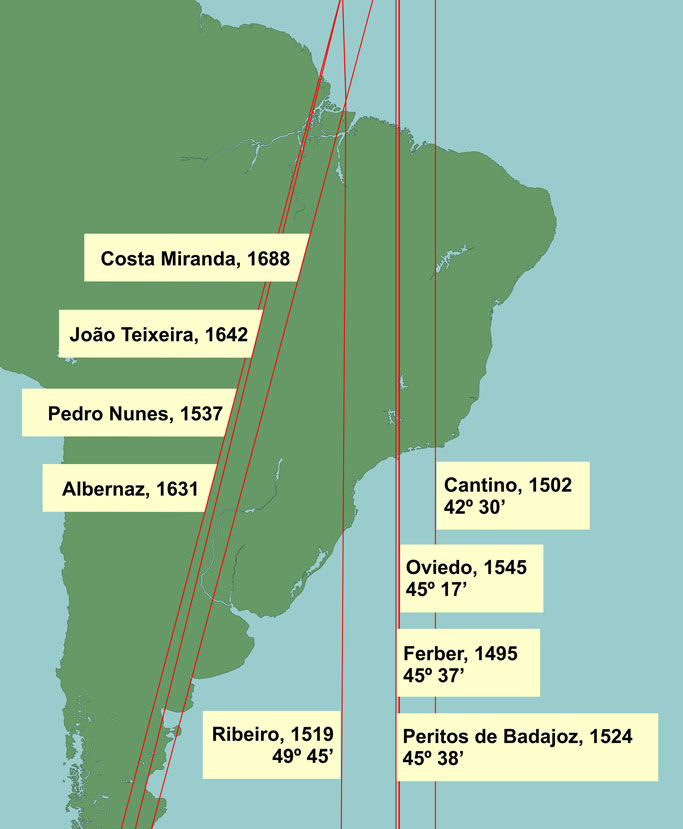
O Meridiano de Tordesilhas segundo diferentes geógrafos: Ferber (1495), Cantino (1502), Oviedo (1545), peritos de Badajoz (1524), Ribeiro (1519), Pedro Nunes (1537), João Teixeira Albernaz, o velho (1631, 1642) e Costa Miranda (1688).

Meridiano de Tordesilhas é o meridiano definido pelo Tratado de Tordesilhas de 1494 como linha limítrofe na divisão do mundo entre Portugal e Espanha.
O Tratado estabelecia a divisão das áreas de influência dos países ibéricos, cabendo a Portugal as terras "descobertas e por descobrir" situadas antes da linha imaginária que demarcava 370 léguas ( 1303.57km) a Oeste das ilhas de Cabo Verde, e à Espanha as terras que ficassem além dessa linha. Textualmente dizia :
(...) que se trace e assinale pelo dito mar Oceano uma raia ou linha directa de pólo a pólo; convém a saber, do pólo Árctico ao pólo Antárctico, que é de Norte a Sul, a qual raia ou linha e sinal se tenha de dar e dê direita, como dito é, a trezentas e setenta léguas das ilhas de Cabo Verde em direcção à parte do Poente, por graus ou por outra maneira, que melhor e mais rapidamente se possa efectuar contanto que não seja dado mais. E que tudo o que até aqui tenha achado e descoberto, e daqui em diante se achar e descobrir pelo dito senhor rei de Portugal e por seus navios, tanto ilhas como terra firme desde a dita raia e linha dada na forma supracitada indo pela dita parte do Levante dentro da dita raia para a parte do Levante ou do Norte ou do Sul dele, contanto que não seja atravessando a dita raia, que tudo seja, e fique e pertença ao dito senhor rei de Portugal e aos seus sucessores, para sempre. E que todo o mais, assim ilhas como terra firme, conhecidas e por conhecer, descobertas e por descobrir, que estão ou forem encontrados pelos ditos senhores rei e rainha de Castela, de Aragão etc., e por seus navios, desde a dita raia dada na forma supra indicada indo pela dita parte de Poente, depois de passada a dita raia em direcção ao Poente ou ao Norte-Sul dela, que tudo seja e fique, e pertença, aos ditos senhores rei e rainha de Castela, de Leão etc. e aos seus sucessores, para sempre.
Em suma, o tratado apenas especificava a linha de demarcação em 370 léguas para Oeste das ilhas de Cabo Verde. Não eram indicados na linha os graus de longitude nem se identificava a ilha cabo-verdiana a partir da qual se deveriam contar essas 370 léguas nem a respectiva longitude. No tratado declarava-se que essas matérias seriam estabelecidas por uma expedição conjunta, mas esta nunca foi feita. A tudo isto deve juntar-se que não era conhecido exactamente o tamanho da esfera terrestre e portanto a distância entre cada meridiano variava de acordo com a longitude que era atribuída à esfera. A consequência é que, mesmo que houvesse acordo em quantas léguas havia num grau de longitude, a sua distância variaria de acordo com o tamanho atribuído à Terra. A determinação da longitude era a única maneira de poder fixar distâncias no mar e a única forma, embora imprecisa, de a determinar era por meio do tempo despendido a percorrer uma determinada distância.
Como resultado das negociações, os termos do tratado foram ratificados por Castela a 2 de Julho e, por Portugal, a 5 de Setembro do mesmo ano. Contrariando a bula pontifícia anterior de Alexandre VI, Inter Coetera (1493), que atribuía  à Espanha a posse das terras localizadas a partir de uma linha demarcada a 100 léguas de Cabo Verde, o novo tratado foi aprovado pelo Papa Júlio II em 1506.
Afirma Rodrigo Otávio em 1930 que o Tratado teria "um efeito antes moral do que prático"[carece de fontes?]. O meridiano foi fixado, mas persistiam as dificuldades de execução de sua demarcação. Os cosmógrafos divergiam sobre as dimensões da Terra, sobre o ponto de partida para a contagem das léguas e sobre a própria extensão das léguas, que diferia entre os reinos de Castela e de Portugal. Já se afirmou ainda que os castelhanos cederam porque esperavam, por meio de sua política de casamentos, estabelecer algum dia a união ibérica, incorporando Portugal.[carece de fontes?] O que é mais provável é que os negociadores portugueses, na expressão de Frei Bartolomé de las Casas, tenham tido "mais perícia e mais experiência" do que os castelhanos.

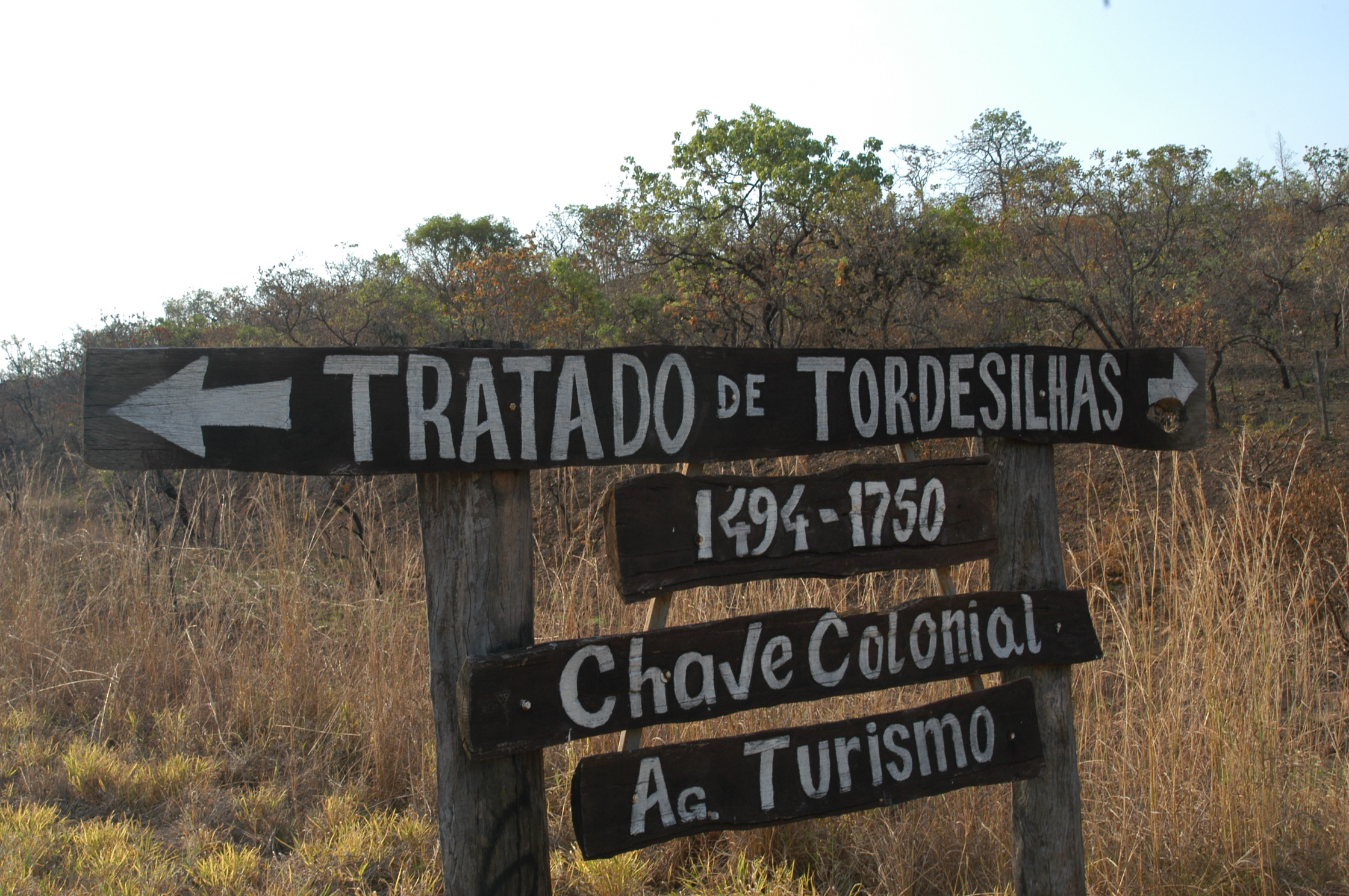
Local por onde passa o meridiano no planalto central do Brasil, a 5 km de Edilândia

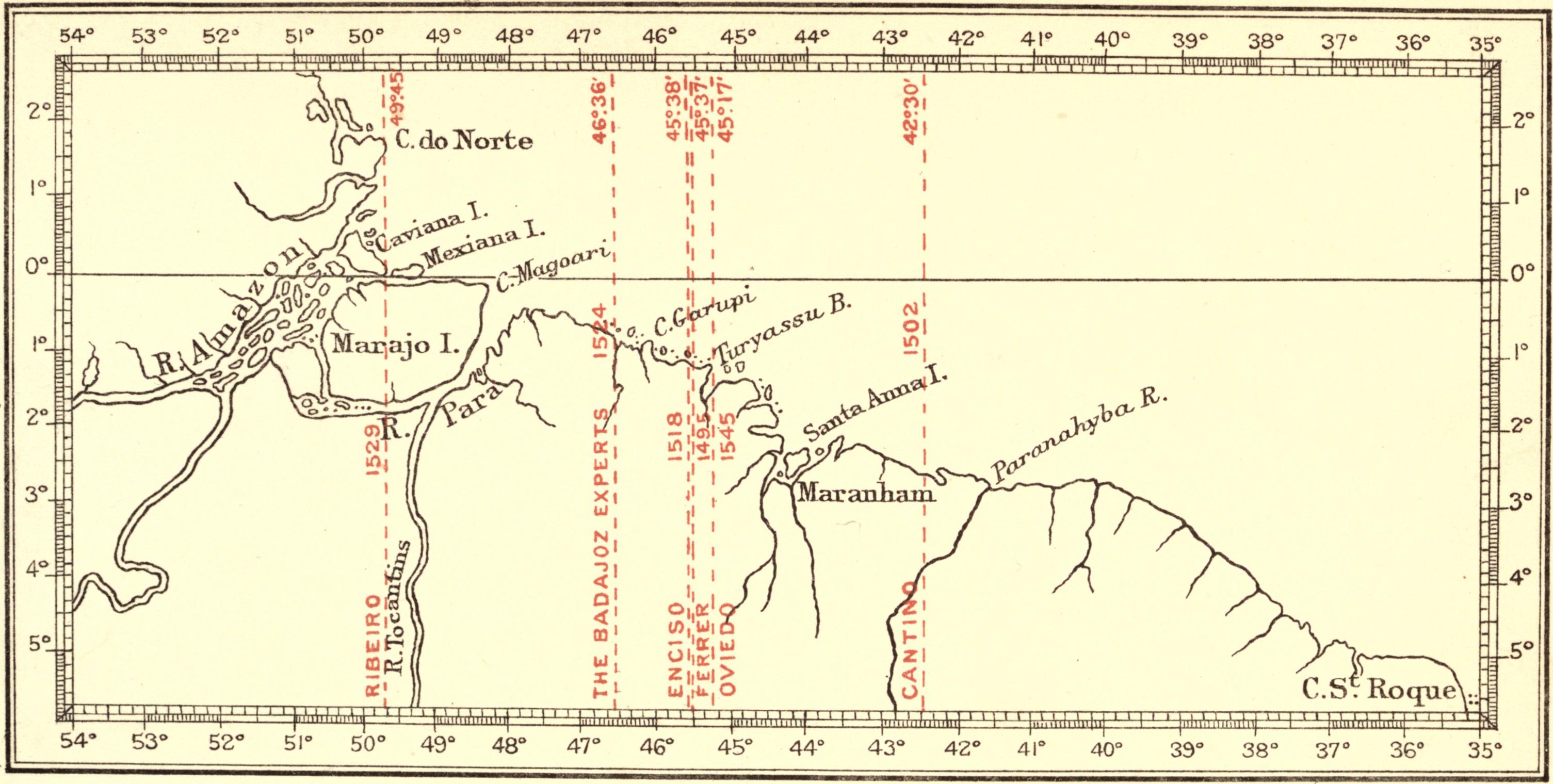
Linhas de demarcação (1495–1545)